# Wezwij mnie w świetlistą dal
Wezwij mnie w świetlistą dal (ros. Позови меня в даль светлую) – radziecki melodramat z 1977 roku w reżyserii Germana Ławrowa i Stanisława Lubszyna. 

## Fabuła
Grusza to rozwiedziona kobieta po trzydziestce wychowująca nastoletniego syna Witkę. Jej brat Nikołaj, energiczny i stanowczy buchalter, stara się znaleźć jej kolejnego męża. Pewnego dnia poznaje ją z Władimirem – ustabilizowanym rozwodnikiem. Jest to mężczyzna z zawodem, własnym mieszkaniem, elokwentny, z manierami i wieloma talentami (doskonale gra w szachy). Kiedy jednak Grusza orientuje się, że w gruncie rzeczy ma do czynienia z zakompleksionym, mizantropem z zawartej znajomości nic nie wychodzi.  

## Obsada aktorska
- Lidija Fiedosiejewa-Szukszyna – Grusza
- Stanisław Lubszyn – Władimir
- Wołodia Naumienko – Witka
- Michaił Uljanow – Nikołaj
- Iwan Ryżow – Sawwa
- Oleg Nowikow – Jurka
- Nikołaj Brilligin – Kuźma
- Piotr Lubieszkin – sąsiad Nikołaja
- Akieksjej Wanin – gość w restauracji
- Maria Winogradowa – gość w restauracji
- Tatiana Gawriłowa – gość w restauracji
- Lidia Dranowska – gość w restauracji
- Natalia Nazarowa – gość w restauracji
- Władimir Suworow – gość w restauracji
- Nikołaj Brilling – gość w restauracji

i in. 

## Produkcja
Wezwij mnie w świetlistą dal był kolejną w kinie radzieckim adaptacją prozy Wasilija Szukszyna – jednego z najwybitniejszych aktorów i twórców filmowych okresu ZSRR. Szukszyn był autorem scenariusza do filmu, a rola którą ostatecznie zagrał Stanisław Lubszyn, była pisana "pod niego". Chociaż nakręcony w trzy lata po jego śmierci był utrzymany w klimacie jego dzieł filmowych, zwłaszcza Kaliny czerwonej z 1973. Zrealizowany przez jego przyjaciół, wyrażał istotę jego pisarstwa. Jak pisał polski krytyk filmowy Janusz Termer na łamach tygodnika Film w 1978 roku, oznaczało to przede wszystkim prostotę i akcję osadzoną gdzieś na prowincji pomiędzy ludźmi prostymi. Dla samych aktorów, były to interesujące przeżycia, reakcje i zachowania. Osnowa filmu miała opierać się na typowym "chwycie szukszynowskiej poetyki", polegającym na "ostrym kontraście pomiędzy górnymi i banalnymi marzeniami czy pragnieniami bohaterów a skrzeczącą rzeczywistością".  

## Odbiór
W ZSRR film obejrzało 13 mln widzów, co uznano za sukces kasowy.
W Polsce film zyskał przychylne recenzje, chwalono aktorstwo, zwłaszcza Lidii Fiedosiejewnej-Szukszynej. Swoją premierę obraz miał podczas przeglądu filmowego "Konfrontacje '77" w lutym 1977, po którym krytycy uznali go za dzieło wybitne. 

Realizacja kameralnej, smutnej tragikomedii [...] skoncentrowana była na aktorstwie i oczywiście pod tym względem wypadła wspaniale. [...] Ławrow i Lubszyn dodali jednak więcej: wmontowali do tej opowieści uderzający nastrój, kreowany dobrze wyważonymi momentami zadumy, starannie wybranymi obrazami przyrody z okolicy górnowołżańskiej – i dopiero tym zabiegiem wynieśli film na naprawdę wysoki poziom. "Wezwij mnie w świetlistą dal", jedno z lepszych rodzimych osiągnięć dekady, stało się prawdziwie godnym pożegnaniem z autorem "Kaliny czerwonej".

To nadzwyczaj smutny i gorzki film o ludziach społecznie wykluczonych, których perspektywy życiowe i marzenia nie wykraczają poza najbardziej oczywiste pragnienia. [...] Racząc się trunkami, wszyscy oni toczą dojrzałe filozoficzne dysputy na temat sensu życia i istnienia świata – prowadzą je prostym językiem, ale wnioski, do jakich dochodzą, wcale nie skłaniają do śmiechu, lecz do prawdziwej, pogłębionej refleksji. I to jest również siła prozy Wasilija Szukszyna, który jak mało kto w Kraju Rad potrafił wniknąć do serca i umysłu „szarego człowieka”

## Nagrody
Gotowy już obraz w październiku 1977 roku zaprezentowano na MFF w Mannheim i Heidelbergu, gdzie otrzymał Grand Prix i nagrodę FIPRESCI.

## Plenery
Ekipa filmowa pracowała w dwóch miastach nad Wołgą: Jarosławiu oraz położonym nieopodal Tutajewie. 